# Maria in Latijns-Amerika
Net als in de rest van de katholieke wereld is Maria in Latijns-Amerika een belangrijke heilige, die optreedt als beschermheilige voor steden en landen. Zij doet dit echter zelden onder de naam “Maria”, maar meestal onder een speciale titel. Haar verschijningsvorm is vaak per land verschillend. 

De verschillende Maria’s konden ontstaan doordat Maria met het rooms-katholieke geloof door de Spanjaarden naar Latijns-Amerika werd gebracht, waar het in korte tijd de religie van de inheemse bevolking werd. Die bevolking nam eigen gebruiken en tradities over in hun geloof, waardoor ook de figuur van Maria op verschillende plaatsen anders werd voorgesteld. Zo wordt zij in Mexico als een indiaanse vrouw voorgesteld, die meer indiaanse dan katholieke symbolen draagt.
Latijns-Amerikaanse landen met een Maria als beschermheilige zijn:
- Argentinië: La Virgen del Lujan
- Bolivia: Nuestra Señora de Copacabana
- Brazilië: Nossa Senhora Aparecida
- Chili: La Virgen del Carmen de Maipú
- Colombia: Nuestra Señora de Chiquinquirá
- Costa Rica: Nuestra Señora de los Angeles
- Cuba: La Caridad del Cobre
- Dominicaanse Republiek: Nuestra Señora de la Altagracia
- Ecuador: Nuestra Señora de la Presentación del Quinche
- El Salvador: Nuestra Señora de la Paz
- Guatemala: Santa María del Rosario
- Haïti: Nuestra Señora del Perpetuo Socorro
- Honduras: Nuestra Señora de Suyapa
- Mexico: Nuestra Señora de Guadalupe
- Nicaragua: La Inmaculada Concepción de El Viejo
- Panama (land): Santa María de la Antigua
- Paraguay: Nuestra Señora de los Milagros de Caacupé
- Peru: Nuestra Señora de la Merced
- Puerto Rico: Nuestra Señora de la Divina Providencia
- Uruguay: Nuestra Señora de los Treinta y Tres
- Venezuela: Nuestra Señora de Coromoto